# انجمن حقوقدانان ثبت اختراع اروپا
اتحادیه وکلای ثبت اختراع اروپا (EPLAW، که قبلاً EPLA) یک انجمن حرفه ای از وکلا ثبت اختراع است، با یک دفتر ثبت شده در بروکسل، بلژیک. هدف آن «ارتقاء کارآمد و منصفانه رسیدگی به دعاوی حق ثبت اختراع در اروپا و تقویت روابط بین وکلای ثبت شده در اروپا است.»
در کنفرانسی که در اکتبر ۲۰۰۵ توسط EPLAW در ونیز، ایتالیا برگزار شد، یک هیئت داوران قطعنامه‌ای را تصویب کردند که خواهان یک دادگاه حق ثبت اختراع در اروپا است. در یک کنفرانس دوم موسوم به «دومین مجمع ونیز» و به‌طور مشترک توسط EPLAW و دفتر ثبت اختراعات اروپا در سال ۲۰۰۶ در سان سروولو، جزیره ای در تالاب ونتزیا، در ایتالیا، برگزار شد، یک هیئت داوران تصویب قطعنامه ای را با رهنمودهای مربوط به قوانین دادگاه حق ثبت اختراع اروپا تحت توافق‌نامه دعوی حقوقی اروپا (EPLA) تصویب شد، که لازم‌الاجرا نیست.
از سال ۲۰۰۱، EPLAW همچنین مجموعه‌ای از قطعنامه‌های مربوط به قانون ثبت اختراعات اروپا را تصویب کرد.